# Acalypha melochiifolia
Acalypha melochiifolia är en törelväxtart som beskrevs av Johannes Müller Argoviensis. Acalypha melochiifolia ingår i släktet akalyfor, och familjen törelväxter. Inga underarter finns listade i Catalogue of Life.